# Carrascal
Carrascal (Bayan ng Carrascal) är en kommun på Filippinerna. Kommunen ligger på ön Mindanao, och tillhör provinsen Surigao del Sur. Folkmängden uppgår till 13 157 invånare.
Carrascal är indelat i 14 barangayer.